# St. Ignatius
St. Ignatius (salish: snyél̓mn, ktunaxa: ʔa·kikqǂaǂaǂuk̓pǂiʔit) és una població dels Estats Units a l'estat de Montana. Segons el cens del 2000 tenia 788 habitants.

## Demografia
Segons el cens del 2000, St. Ignatius tenia 788 habitants, 307 habitatges, i 194 famílies. La densitat de població era de 585,1 habitants per km².
Dels 307 habitatges en un 34,5% hi vivien nens de menys de 18 anys, en un 40,4% hi vivien parelles casades, en un 18,6% dones solteres, i en un 36,8% no eren unitats familiars. En el 31,9% dels habitatges hi vivien persones soles el 15% de les quals corresponia a persones de 65 anys o més que vivien soles. El nombre mitjà de persones vivint en cada habitatge era de 2,56 i el nombre mitjà de persones que vivien en cada família era de 3,27.
Per edats la població es repartia de la següent manera: un 32,1% tenia menys de 18 anys, un 9,3% entre 18 i 24, un 24,6% entre 25 i 44, un 21,7% de 45 a 60 i un 12,3% 65 anys o més. La composició racial era 48,3% blancs, 0,2% afroamericans i 42,4% amerindis. Els hispànics de qualsevol raça són el 4,2% de la població.
L'edat mediana era de 33 anys. Per cada 100 dones de 18 o més anys hi havia 74,8 homes.
La renda mediana per habitatge era de 25.682 $ i la renda mediana per família de 34.250 $. Els homes tenien una renda mediana de 30.804 $ mentre que les dones 24.844 $. La renda per capita de la població era de 12.336 $. Aproximadament el 15,5% de les famílies i el 19,5% de la població estaven per davall del llindar de pobresa.

## Poblacions properes
El següent diagrama mostra les poblacions més properes.